# Pływanie na Letnich Igrzyskach Olimpijskich 2004 – 400 m stylem dowolnym mężczyzn
400 m stylem dowolnym mężczyzn – jedna z konkurencji pływackich, które odbyły się podczas XXVIII Igrzysk Olimpijskich. Eliminacje i finał miały miejsce 14 sierpnia.
Tytuł mistrza olimpijskiego z 2000 roku obronił Australijczyk Ian Thorpe, uzyskawszy czas 3:43,10. Srebrny medal z czasem 3:43,36 wywalczył jego rodak Grant Hackett. Brąz zdobył Klete Keller ze Stanów Zjednoczonych, który ustanowił w finale nowy rekord obu Ameryk (3:44,11).
Polskę reprezentowali Przemysław Stańczyk (9. miejsce) i Łukasz Drzewiński (14. miejsce).

## Terminarz
Wszystkie godziny podane są w czasie greckim (UTC+03:00) oraz polskim (CEST).
| Data             | Godzina rozpoczęcia | Godzina rozpoczęcia |            |
| Data             | UTC+03:00           | CEST                |            |
| ---------------- | ------------------- | ------------------- | ---------- |
| 14 sierpnia 2004 | 10:51               | 09:51               | Eliminacje |
| 14 sierpnia 2004 | 19:54               | 18:54               | Finał      |

## Rekordy
Przed zawodami rekord świata i rekord olimpijski wyglądały następująco:
| Rekord            | Zawodnik   | Czas    | Miejsce    | Data             |
| ----------------- | ---------- | ------- | ---------- | ---------------- |
| Rekord świata     | Ian Thorpe | 3:40,08 | Manchester | 30 lipca 2002    |
| Rekord olimpijski | Ian Thorpe | 3:40,59 | Sydney     | 16 września 2000 |

## Przed igrzyskami
W marcu 2004 na mistrzostwach Australii, które były jednocześnie kwalifikacjami olimpijskimi, Ian Thorpe podczas eliminacji konkurencji 400 m stylem dowolnym stracił równowagę na bloku startowym i wpadł do wody przed startem, co spowodowało, że Australijczyk został zdyskwalifikowany. Oznaczało to też, że nie mógłby bronić tytułu mistrza olimpijskiego w Atenach. Wywołało to publiczną dyskusję czy w drodze wyjątku należy dopuścić Thorpe'a do startu w igrzyskach. Craig Stevens, który zajął drugie miejsce na mistrzostwach Australii pod presją opinii publicznej zdecydował się ostatecznie zrezygnować ze startu w igrzyskach na rzecz mistrza olimpijskiego z Sydney.

## Wyniki

### Eliminacje
| Miejsce | Wyścig | Tor | Zawodnik                 | Państwo           | Czas      | Uwagi |
| ------- | ------ | --- | ------------------------ | ----------------- | --------- | ----- |
| 1.      | 5      | 4   | Ian Thorpe               | Australia         | 3:46,36   | Q     |
| 2.      | 6      | 4   | Grant Hackett            | Australia         | 3:46,55   | Q     |
| 3.      | 6      | 5   | Larsen Jensen            | Stany Zjednoczone | 3:46,90   | Q     |
| 4.      | 4      | 5   | Massimiliano Rosolino    | Włochy            | 3:47,72   | Q     |
| 5.      | 4      | 4   | Klete Keller             | Stany Zjednoczone | 3:47,77   | Q     |
| 6.      | 5      | 3   | Jurij Priłukow           | Rosja             | 3:48,71   | Q     |
| 7.      | 6      | 6   | Spiridon Janiotis        | Grecja            | 3:48,77   | Q     |
| 8.      | 5      | 7   | Takeshi Matsuda          | Japonia           | 3:49,05   | Q,    |
| 9.      | 6      | 7   | Przemysław Stańczyk      | Polska            | 3:49,22   |       |
| 10.     | 6      | 8   | Christian Hein           | Niemcy            | 3:49,66   |       |
| 11.     | 6      | 3   | Emiliano Brembilla       | Włochy            | 3:50,55   |       |
| 12.     | 4      | 7   | Nicolas Rostoucher       | Francja           | 3:50,73   |       |
| 13.     | 4      | 3   | Andrew Hurd              | Kanada            | 3:50,81   |       |
| 14.     | 5      | 1   | Łukasz Drzewiński        | Polska            | 3:50,97   |       |
| 15.     | 5      | 2   | Jacob Carstensen         | Dania             | 3:51,09   |       |
| 16.     | 5      | 5   | Dragoș Coman             | Rumunia           | 3:51,73   |       |
| 17.     | 5      | 6   | Adam Faulkner            | Wielka Brytania   | 3:51,97   |       |
| 18.     | 4      | 1   | Heiko Hell               | Niemcy            | 3:52,06   |       |
| 19.     | 6      | 1   | Marcos Rivera            | Hiszpania         | 3:52,39   |       |
| 20.     | 6      | 2   | Graeme Smith             | Wielka Brytania   | 3:52,41   |       |
| 21.     | 4      | 8   | Serhij Fesenko           | Ukraina           | 3:53,41   |       |
| 22.     | 5      | 8   | Mark Johnston            | Kanada            | 3:54,27   |       |
| 23.     | 4      | 6   | Ricardo Monasterio       | Wenezuela         | 3:54,41   |       |
| 24.     | 4      | 2   | Dimitrios Manganas       | Grecja            | 3:54,78   |       |
| 25.     | 2      | 4   | Giancarlo Zolezzi        | Chile             | 3:56,52   | NR    |
| 26.     | 3      | 4   | Zhang Lin                | Chiny             | 3:56,65   |       |
| 27.     | 3      | 1   | Juan Martín Pereyra      | Argentyna         | 3:57,26   |       |
| 28.     | 2      | 5   | Moss Burmester           | Nowa Zelandia     | 3:57,29   |       |
| 29.     | 3      | 7   | Leonardo Salinas Saldana | Meksyk            | 3:58,36   |       |
| 30.     | 3      | 6   | Mahrez Mebarek           | Algieria          | 3:59,10   |       |
| 31.     | 3      | 3   | Bojan Zdešar             | Słowenia          | 3:59,38   |       |
| 32.     | 2      | 2   | Petyr Stojczew           | Bułgaria          | 3:59,86   |       |
| 33.     | 2      | 3   | Charnvudth Saengsri      | Tajlandia         | 3:59,89   |       |
| 34.     | 3      | 5   | Bruno Bonfim             | Brazylia          | 3:59,96   |       |
| 35.     | 2      | 1   | Victor Rogut             | Mołdawia          | 4:01,68   |       |
| 36.     | 1      | 2   | Miguel Mendoza           | Filipiny          | 4:01,99   |       |
| 37.     | 2      | 7   | Nenad Buljan             | Chorwacja         | 4:02,76   |       |
| 38.     | 3      | 8   | Boldizsár Kiss           | Węgry             | 4:02,87   |       |
| 39.     | 2      | 8   | Martín Kutscher          | Urugwaj           | 4:03,21   |       |
| 40.     | 1      | 5   | Chen Te-tung             | Chińskie Tajpej   | 4:03,71   |       |
| 41.     | 2      | 6   | Aytekin Mindan           | Turcja            | 4:06,85   |       |
| 42.     | 1      | 3   | Emanuele Nicolini        | San Marino        | 4:08,28   |       |
| 43.     | 1      | 7   | Anas Abuyousuf           | Katar             | 4:11,99   |       |
| 44.     | 1      | 6   | Vasilii Danilov          | Kirgistan         | 4:15,32   |       |
| 45.     | 1      | 4   | Sergey Tsoy              | Uzbekistan        | 4:16,91   |       |
| 46.     | 1      | 1   | Neil Agius               | Malta             | 4:22,14   |       |
| 47. !   | 3      | 2   | Park Tae-hwan            | Korea Południowa  | 9:99,99 ! | DSQ   |

### Finał
| Miejsce | Tor | Zawodnik              | Państwo           | Czas    | Uwagi |
| ------- | --- | --------------------- | ----------------- | ------- | ----- |
| 1. !    | 5   | Ian Thorpe            | Australia         | 3:43,10 |       |
| 2. !    | 4   | Grant Hackett         | Australia         | 3:43,36 |       |
| 3. !    | 3   | Klete Keller          | Stany Zjednoczone | 3:44,11 | AM    |
| 4.      | 6   | Larsen Jensen         | Stany Zjednoczone | 3:46,08 |       |
| 5.      | 2   | Massimiliano Rosolino | Włochy            | 3:46,25 |       |
| 6.      | 8   | Jurij Priłukow        | Rosja             | 3:46,69 |       |
| 7.      | 7   | Spiridon Janiotis     | Grecja            | 3:48,77 |       |
| 8.      | 1   | Takeshi Matsuda       | Japonia           | 3:48,96 | AS    |